# 吳繼隆
吴继隆（？—？年），字棟卿，南直隶徽州府歙縣西溪南村人，民籍。明朝政治人物。

## 生平
正德二年（1507年）丁卯科應天府乡试舉人，九年（1514年）甲戌科二甲第十一名進士，授户部主事，累官户部郎中。
在西溪南村立有褒扬吴继隆的国宾坊。